# Berry van Aerle
Hubertus Aegidius Hermanus „Berry“ van Aerle (* 8. Dezember 1962 in Helmond) ist ein ehemaliger niederländischer Fußballnationalspieler.
Van Aerle spielte zwischen 1981 und 1995 13 Saisonen lang als rechter Verteidiger beim niederländischen Ehrendivisionär PSV Eindhoven. Während der Saison 1986/1987 wurde er nach vier Einsätzen an Royal Antwerpen ausgeliehen. In der Saison 1995/96 ließ van Aerle seine Karriere bei Helmond Sport ausklingen.
Insgesamt bestritt van Aerle 315 offizielle Vereinsspiele und schoss dabei 14 Tore. Darüber hinaus trat er zwischen dem 14. Oktober 1987 und dem 14. Oktober 1992 35 Mal im Trikot der niederländischen Fußballnationalmannschaft an und wurde 1988 unter Rinus Michels Europameister.